# بویوک کسیک
بویوک کسیک (به لاتین: Böyük Kəsik، پیش‌تر V.İ.Lenin) یک منطقه مسکونی در جمهوری آذربایجان است که در شهرستان آغ‌استفا واقع شده است. بویوک کسیک ۱۷۹۱ نفر جمعیت دارد.